# Osteoporosi

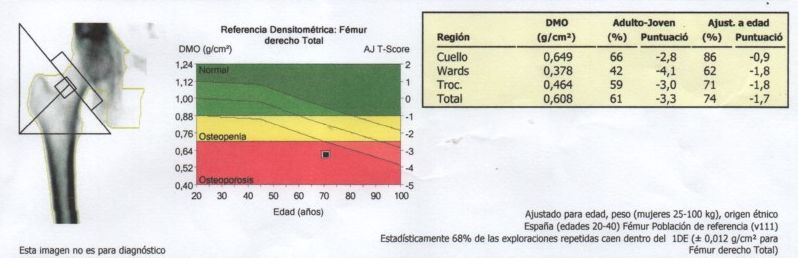
Densitometria òssia mostrant una osteoporosi de coll de fèmur en una dona de 70 anys.

L'osteoporosi és una malaltia dels ossos que condueix a un major risc de fractura. En l'osteoporosi la densitat mineral òssia (DMO) està reduïda, la microarquitectura de l'os es trenca, i s'alteren la quantitat i varietat de proteïnes en l'os.
És el motiu més comú de fractura entre la població anciana. Els ossos que solen trencar-se inclouen les vèrtebres a la columna vertebral, els ossos de l'avantbraç, el canell i el maluc. Fins que no es produeix un os trencat, normalment no hi ha símptomes. Els ossos poden debilitar-se fins a tal punt que es pot produir una ruptura amb un estrès menor o espontàniament. Després de la cicatrització de l'os trencat, algunes persones poden tenir dolor crònic i una capacitat disminuïda per dur a terme activitats normals, i pot afectar significativament l'esperança i la qualitat de vida.
L'osteoporosi pot ser deguda a una massa òssia màxima inferior a la normal i a una pèrdua òssia superior a la normal. La pèrdua òssia augmenta després de la menopausa a causa dels nivells més baixos d'estrògens, i després de l'andropausa a causa dels nivells més baixos de testosterona. L'osteoporosi també pot es produeix a causa d'una sèrie de malalties o tractaments, com ara alcoholisme, anorèxia, hipertiroïdisme, malaltia renal i extirpació quirúrgica dels ovaris. Alguns medicaments augmenten la taxa de pèrdua òssia, inclosos alguns medicaments antiepilèptics, quimioteràpia, inhibidors de la bomba de protons, inhibidors selectius de la recaptació de serotonina i glucocorticoides. El fumar i fer una quantitat inadequada d'exercici també són factors de risc. L'osteoporosi es defineix com una densitat mineral òssia (DMO) inferior a 2,5 desviacions estàndard respecte a un adult jove. Això es mesura normalment per absorciometria de raigs X d'energia dual (DXA o DEXA).
La prevenció de l'osteoporosi inclou una dieta adequada durant la infància, teràpia hormonal substitutiva per a les dones menopausiques i esforços per evitar medicaments que augmentin la taxa de pèrdua òssia. Els esforços per prevenir les fractures en persones amb osteoporosi inclouen una bona dieta, exercici i prevenció de caigudes. Els canvis en l'estil de vida, com ara deixar de fumar i no beure alcohol, poden ajudar. Els bifosfonats són útils per reduir les futures fractures en aquells que tenen ossos trencats anteriorment a causa de l'osteoporosi. En aquells amb osteoporosi però sense ossos trencats anteriorment, són menys efectius. No sembla que afectin el risc de mort.
L'osteoporosi es fa més freqüent amb l'edat. Al voltant del 15% de la caucàsica en els seus 50 anys i el 70% dels majors de 80 estan afectats. És més freqüent en dones que en homes. Al món desenvolupat, depenent del mètode de diagnòstic, del 2% al 8% dels homes i del 9% al 38% de les dones es veuen afectats. Les taxes d'osteoporosi al món en vies de desenvolupament no estan clares. Uns 22 milions de dones i 5,5 milions d'homes a la Unió Europea tenien osteoporosi el 2010. Als Estats Units el 2010, uns 8 milions de dones i entre 1 i 2 milions d'homes tenien osteoporosi. Els blancs i els asiàtics corren un risc més gran. La paraula "osteoporosi" prové dels termes grecs per "ossos porosos".

## Signes i símptomes

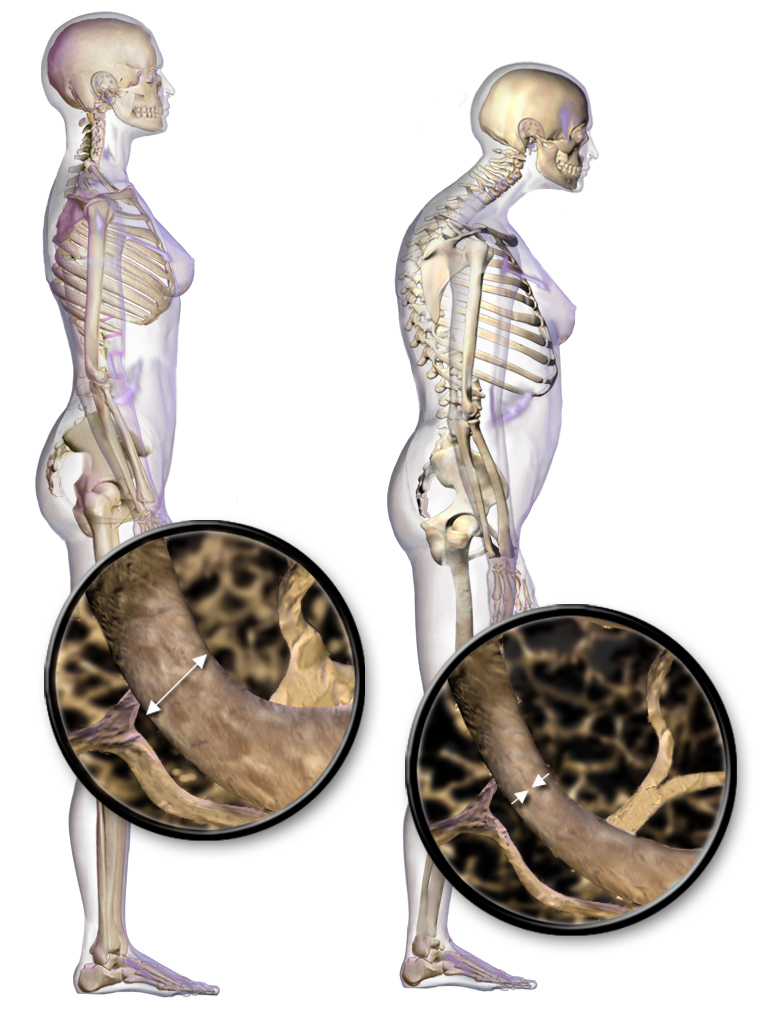
Il·lustració que representa una postura de peu normal i osteoporosi

L'osteoporosi en si no té símptomes; la seva principal conseqüència és l'augment del risc de fractures òssies.

### Fractures
Les fractures osteoporòtiques es produeixen en situacions en què les persones sanes normalment no es trencarien un os; per tant, es consideren fractures de fragilitat. Les fractures típiques de fragilitat es produeixen a la columna vertebral, el maluc i el canell.
Les fractures són un símptoma comú de l'osteoporosi i poden provocar discapacitat. El dolor agut i crònic en la gent gran sovint s'atribueix a fractures per osteoporosi i pot provocar una major discapacitat i mortalitat precoç. Aquestes fractures també poden ser asimptomàtiques. Les fractures osteoporòtiques més freqüents són del canell, columna vertebral, espatlla i maluc. Els símptomes d'una fractura per aixafament vertebral són el dolor d'esquena sobtat, sovint amb dolor radicular (dolor provocat per la compressió de l'arrel nerviosa) i poques vegades amb compressió de la medul·la espinal o síndrome de la cua de cavall. Múltiples fractures vertebrals condueixen a una postura inclinada, pèrdua d'alçada i dolor crònic amb la conseqüent reducció de la mobilitat.

## Fisiopatologia de l'osteoporosi postmenopàusica
En la menopausa, el dèficit d'estrògens accelera la remodelació òssia, que és el procés pel qual es renoven constantment els components de l'os, augmentant sobretot la fase de resorció (fase de destrucció, on hi ha activitat osteoclàstica). Això, unit a una mala formació òssia –teixit desorganitzat-, sembla la causa principal de l'osteoporosi postmenopàusica.
L'estrogen té funcions específiques a nivell d'òrgan, teixit i cèl·lula. A nivell d'òrgan actua conservant la massa òssia. A nivell tissular manté en equilibri els índexs de formació i resorció òssia –es forma a la mateixa velocitat que es destrueix. A nivell cel·lular afecta a la generació, temps de vida i funció dels osteoclasts i els osteoblasts. Per una banda disminueix la formació i l'activitat dels osteoclasts i n'augmenta l'apoptosi. D'altra banda augmenta la formació i l'activitat dels osteoblasts.
L'estrogen actua a través de dos receptors: el receptor d'estrogen alfa (ERα) i el beta (ERβ). Els receptors α semblen ser els més decisius en la remodelació de l'os i s'ha comprovat que SNPs en ERα poden afectar la densitat mineral òssia i a la freqüència de pèrdua d'os, augmentant la fragilitat de l'os.
En dèficit d'estrogen, hi ha una remodelació òssia desequilibrada, ja que es prolonga la fase de resorció i s'escurça la de formació. Alhora, un dèficit d'estrògens produeix citocines proinflamatòries com IL-1, IL-6 o TNF-α que indueixen una major resorció òssia.
Els osteoblasts regulen positivament als osteoclasts mitjançant la unió del seu lligand RANKL amb el receptor RANK -en la superfície dels osteoclasts- cosa que en promou la seva proliferació. Això no obstant, els osteoblasts secreten una proteïna, osteoprotegerina (OPG), que neutralitza el seu propi RANKL. Un dèficit d'estrògens fa disminuir OPG, i fa augmentar RANK. A més a més, l'increment d'IL-1 i TNF-α fa augmentar la concentració de RANKL i també fa disminuir OPG. Tot això promou una major formació osteoclàstica i degradació associada.

## Prevenció
Les mesures no farmacològiques han demostrat la seva eficàcia.
- Endarrerir l'envelliment de l'esquelet requereix un estil de vida saludable basat fonamentalment en tres eixos:[23]
  - Garantir una aportació suficient de calci a la dieta.
  - Optimitzar l'absorció i la fixació del calci als ossos: amb una aportació suficient de vitamina D i la presa del sol.
  - Fer exercici físic moderat.
- Prevenint les caigudes (i així les fractures que succeeixen en els ossos amb osteoporosi o osteopènia):[23]
  - Tractant malalties o circumstàncies personals que les evitin. Per exemple: tractar els dèficits sensorials (com poden ser unes cataractes), corregir dèficits de la marxa (ja siguin musculars, l'atròfia, o articulars, l'artrosi) si és possible, tenir en compte de no donar fàrmacs que puguin donar hipotensió postural.
  - Evitant situacions de perill: no pujar en escales de mà, posar baranes en les escales que no en tinguin i agafadors en el lavabo i bany, adequar el bany amb un plat de dutxa i traient la banyera (que implica fer un cert equilibri per entrar-hi), evitar catifes on hom es pugui entrebancar, procurar que els terres no patinin, posar els interruptors dels llums a l'abast que evitin caminar a les fosques, anar a comprar duent massa coses o de pes, etc.

## Tractament
Hi ha diversos medicaments usats per tractar l'osteoporosi, en funció del sexe. Aquests poden ser classificats com a agents antiresortius (anticatabòlics) o anabòlics (osteoformadors) de l'os. Els agents antiresortius treballen principalment mitjançant la reducció de la resorció òssia, mentre que els agents anabòlics desenvolupen els ossos (en lloc d'inhibir la resorció). Un problema important és aconseguir que els pacients amb osteoporosi segueixin el tractament a llarg termini; el cinquanta per cent dels pacients no ho fan, i la majoria el suspenen dins del primer any.
D'aquests, comercialitzats a Espanya:

### Fàrmacs antiresortius
- Bifosfonats:

Junt amb les sals de calci, són els més emprats.
- Anàlegs estrogènics

Teràpia hormonal substitutòria.
- Raloxifèn (EFG, Evista)
- Calcitonina

### Fàrmacs anabòlics
- Teriparatida (Forsteo, Duratil, Movymia, Tetridar)

És un ADN recombinant de l'hormona paratiroidal.
- Sals de calci
- Fluorur de sodi

### Altres fàrmacs
De diagnòstic hospitalari
- Inhibidors RANKL

Denosumab (Prolia, Xvega), amb risc d'osteonecrosi del maxil·lar i d'infeccions cutànies.
- Ranelat d'estronci (Osseor, Protelos), de seguiment especial pel risc cardiovascular.